# Acebedo
|  | No s'ha de confondre amb Acevedo. |

Acebedo és un municipi a la província de Lleó (comunitat autònoma de Castella i Lleó, Espanya).
| 1991 | 1996 | 2001 | 2004 |
| ---- | ---- | ---- | ---- |
| 426  | 305  | 271  | 277  |